# Salvia lycioides
Salvia lycioides är en kransblommig växtart som beskrevs av Asa Gray. Salvia lycioides ingår i släktet salvior, och familjen kransblommiga växter. Inga underarter finns listade i Catalogue of Life.